# Elezioni regionali in Basilicata del 1995
Le elezioni regionali italiane del 1995 in Basilicata si sono tenute il 23 aprile. Esse hanno visto la vittoria di Angelo Raffaele Dinardo, sostenuto dal centro-sinistra, che ha sconfitto il candidato del Polo, Giampiero Perri.

## Affluenza
Il corpo elettorale per le elezioni del 23 aprile 1995 risultava composto da 521.403 elettori. Alla chiusura dei seggi l'affluenza definitiva si è attestata al 78,59%, in calo rispetto al 1990 del 6,36%.
| Provincia  | Affluenza | Variazione |
| ---------- | --------- | ---------- |
| Basilicata | 78,59%    | 6,36%      |
| Matera     | 81,10%    | 6,66%      |
| Potenza    | 77,39%    | 6,21%      |

## Risultati
|                                      | Angelo Raffaele Dinardo (Polo Democratico) ✔️ Presidente | 190 091                              | 54,72 | Partito Democratico della Sinistra   | 70 111  | 21,80 | 6  |  |  |
| Popolari                             | Angelo Raffaele Dinardo (Polo Democratico) ✔️ Presidente | 190 091                              | 54,72 | 51 885                               | 16,13   | 4     |    |  |  |
| Federazione Laburista                | Angelo Raffaele Dinardo (Polo Democratico) ✔️ Presidente | 190 091                              | 54,72 | 25 892                               | 8,05    | 2     |    |  |  |
| I Democratici                        | Angelo Raffaele Dinardo (Polo Democratico) ✔️ Presidente | 190 091                              | 54,72 | 17 639                               | 5,48    | 1     |    |  |  |
| Patto dei Democratici                | Angelo Raffaele Dinardo (Polo Democratico) ✔️ Presidente | 190 091                              | 54,72 | 16 393                               | 5,10    | 1     |    |  |  |
| Federazione dei Verdi                | Angelo Raffaele Dinardo (Polo Democratico) ✔️ Presidente | 190 091                              | 54,72 | 8 333                                | 2,59    | 1     |    |  |  |
| Seggi assegnati alla lista regionale | Seggi assegnati alla lista regionale                     | Seggi assegnati alla lista regionale | 54,72 | 3                                    |         |       |    |  |  |
|                                      | Giampiero Perri (FI-PP - AN - CCD)                       | 126 804                              | 36,50 | Forza Italia - Il Polo Popolare      | 55 193  | 17,16 | 5  |  |  |
| Alleanza Nazionale                   | Giampiero Perri (FI-PP - AN - CCD)                       | 126 804                              | 36,50 | 38 738                               | 12,04   | 4     |    |  |  |
| Centro Cristiano Democratico         | Giampiero Perri (FI-PP - AN - CCD)                       | 126 804                              | 36,50 | 16 635                               | 5,17    | 1     |    |  |  |
|                                      | Pietro Simonetti                                         | 22 361                               | 6,44  | Partito della Rifondazione Comunista | 17 144  | 5,33  | 2  |  |  |
|                                      | Leonardo Giordano                                        | 4 504                                | 1,30  | Movimento Sociale Fiamma Tricolore   | 1 814   | 0,56  | –  |  |  |
|                                      | Giannino Cusano                                          | 2 994                                | 0,86  | Lista Pannella - Riformatori         | 1 900   | 0,59  | –  |  |  |
| Totale                               | Totale                                                   | 347 407                              | 100   |                                      | 321 677 | 100   | 30 |  |  |
|                                      |                                                          |                                      |       |                                      |         |       |    |  |  |
| Schede bianche                       | Schede bianche                                           | 29 959                               | 7,31  |                                      |         |       |    |  |  |
| Schede nulle                         | Schede nulle                                             | 62 357                               | 15,22 |                                      |         |       |    |  |  |
| Votanti                              | Votanti                                                  | 409 764                              | 78,59 |                                      |         |       |    |  |  |
| Elettori                             | Elettori                                                 | 521 403                              |       |                                      |         |       |    |  |  |
|                                      |                                                          |                                      |       |                                      |         |       |    |  |  |
| Fonte: Ministero dell'interno        |                                                          |                                      |       |                                      |         |       |    |  |  |